# Werner-Plan

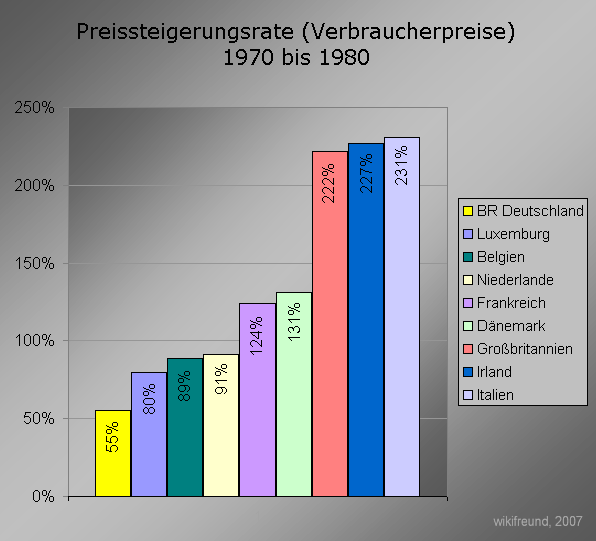
Preissteigerung in den EG-Mitgliedsstaaten von 1970 bis 1980

Der Werner-Plan wurde 1970 von einer Expertenkommission unter Leitung des damaligen luxemburgischen Premierminister Pierre Werner vorgelegt, die auf dem Gipfel von Den Haag 1969 eingerichtet worden war. Er sah vor, bis 1980 in der damaligen Europäischen Gemeinschaft eine Währungsunion einzurichten und eine einheitliche Währung einzuführen. Der Werner-Plan war aber seiner Zeit wohl zu weit voraus und scheiterte. Maßgeblich trug dazu auch bei, dass mit dem Zusammenbruch des Bretton-Woods-Systems – durch die Geldpolitik Nixons und die Rohölkrise 1971 – die internationale Währungsordnung komplett in Umbruch geriet.
In einer ersten Stufe des Werner-Plans (Januar 1971 bis Dezember 1973) sollte die Koordinierung der Wirtschaftspolitik und auch die der Geld- und Kreditpolitik verstärkt werden. Ferner sollte die Liberalisierung des Kapitalverkehrs beschleunigt werden. Außerdem waren einleitende Maßnahmen zur Lösung struktureller und regionaler Probleme sowie eine Harmonisierung der Steuern vorgesehen.
Ein Streit entbrannte zwischen „Krönungstheorie“ und „Lokomitivtheorie“. Die Anhänger der Ersteren sahen vor, zunächst die Wirtschaftspolitiken zu koordinieren (vor allem Deutschland und die Niederlande), die der Letzteren zielten auf eine Währungskoordination (Frankreich, Belgien, Luxemburg). Der Werner-Plan empfahl ein paralleles Vorgehen.
Am 22. März 1971 verständigte sich der Rat auf die stufenweise Verwirklichung der Wirtschafts- und Währungsunion (WWU). Wie erwähnt, scheiterte das gesamte Vorhaben jedoch an den schwierigen Rahmenbedingungen. Nur ein Europäischer Wechselkursverbund (Währungsschlange) überdauerte die Krisenzeiten. Am Ende waren an dem „Währungsblock“, der zwischen den beteiligten Währungen nur in engen Grenzen Kursschwankungen zuließ, nur noch die Bundesrepublik Deutschland, die Niederlande, Belgien, Luxemburg und Dänemark beteiligt. Die anderen EG-Staaten waren ausgeschieden, da der Wert ihrer Währungen so rasch verfiel, dass sie stabile Währungskurse nicht halten konnten. Erst 1979 nahm man mit dem Europäischen Währungssystem (EWS) einen dritten Anlauf, um zu einer engen wirtschaftlichen und währungspolitischen Zusammenarbeit in der EG zu kommen. Die Europäische Wirtschafts- und Währungsunion (EWWU) wurde schließlich ab 1990 schrittweise eingeführt, der Euro als Gemeinschaftswährung 1999.